# Melegágy

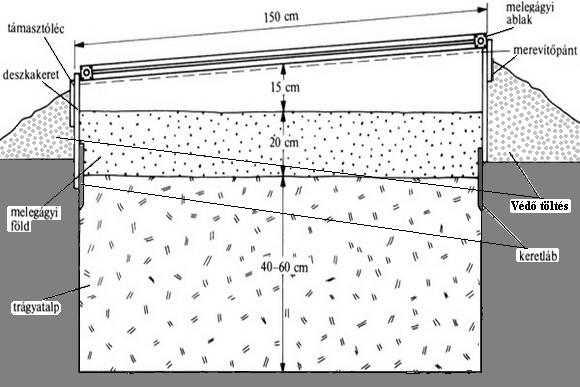
Melegágy felépítése

A melegágy négy deszkával körülkerített, kisebb-nagyobb, többé-kevésbé mély, szabályos négyszög-, vagy téglalap alakú verem, amelyben korai növényeket termesztünk (palánta nevelés), másrészt bizonyos kényesebb növényeket védünk meg a hidegebb külső levegő ellen. 
A melegágy alapja vastag trágyaréteg, a deszkakereteket felemelhető ablakokkal látják el. A melegágyak lényeges kellékei a deszkakeretek vagy szekrények, amelyek vagy szállíthatók, vagy helyben állók. Készülhetnek fából, kőből, de vannak befalazott vasállványosak. A mozgathatókat tetszés szerinti helyre,  trágyatelepre, vagy homokágyra helyezik. 
A szekrény magassága a szükséghez képest különböző lehet. Dísznövények részére készültek 30–150 cm magasságúak is, de zöldségtenyésztésre rendesen alacsonyabb is elégséges. A szállítható szekrényt csak 2-4 ablakosra készítik, mert a nagyobb kényelmetlen és tenyésztési és légmérsékleti változtatás nehezen létesíthető. A méreteket a tenyésztési feladat szerint kell meghatározni, az ablakok ne legyenek 120 cm-nél hosszabbak, és 60 cm-nél szélesebbek. 
Minél mélyebben van a szekrény a földben, a fagy annál kevésbé hatolhat be. Miután a mély akna, kút és pince tudvalevőleg meleg, az a gondolat fogamzott meg, hogy a föld melegségét szekrényben is ki lehet használni magasabb hőmérséklet elérésére és ez alaptétel szerint Fröhner freiburgi egyetemi kertész fagymentes teleltető szekrényt állított össze. A melegágyaknak általában napos, déli fekvésűnek kell lennie, de edényes növény-, kivált dugványszekrényt gyakran északnak v. árnyékban állítják fel. 

## Felépítése
Egy melegágy felépítéséhez kb. 120 cm széles és tetszőleges hosszúságú fadobozra és a dobozt lezáró ablakkeret(ek)re van szükség. 
A melegágyat kb. 60 cm mélységben ki kell ásni és 40 cm vastagon fel kell tölteni lótrágyával, tehéntrágyával vagy nyúltrágyával, amit kellően megnedvesíttettünk és ledöngöltünk. 
Ezek a trágyafélék adják a legnagyobb hőt, az ideális hőmérséklet min. 18 C fok, de komposztalapra is fel lehet építeni melegágyat, vagyis konyhai hulladékkal, nedves szalmával, zöld növényi részekkel, lehullott levéllel stb. A komposzt rothadási folyamatai közben nem termelődik annyi hő, mint a trágyák esetében.
Utolsó lépésként az ágyást 20 cm vastagon feltöltik földdel, majd felhelyezik a fadoboz méretére készített üvegablakokat.

## A melegágy gondozása
A melegágy napi gondozást igényel, ellenőrizni kell a hőmérsékletet, különösen ha tavasszal közvetlen napsütésnek van kitéve, hogy a fiatal növényeket megóvjuk az égéstől, valamint szellőztetésről is gondoskodni kell. A fiatal növények erősítése érdekében áprilistól óránként le lehet venni az ablaküvegeket. Fontos a megfelelő mennyiségű öntözés is, de a túlzott locsolás (pangó víz), rothadáshoz vagy betegségekhez (pl.:palántadőléshez), vezethet.